# Jagalempeni
Jagalempeni is een bestuurslaag in het regentschap Brebes van de provincie Midden-Java, Indonesië. Jagalempeni telt 9238 inwoners (volkstelling 2010).